# فرانچسکو ایندرلی
فرانچسکو ایندرلی (انگلیسی: Francesco Indirli؛ زادهٔ ۲۷ سپتامبر ۱۹۸۷) بازیکن فوتبال اهل ایتالیا است.